# Svinssjön
Svinssjön, även Svinesjön eller Svinösjön, är en sjö i Hedemora kommun i Dalarna och ingår i Dalälvens huvudavrinningsområde. Sjön är 5,5 meter djup, har en yta på 0,641 kvadratkilometer och befinner sig 80 meter över havet.

## Delavrinningsområde
Svinssjön ingår i det delavrinningsområde (669683-151335) som SMHI kallar för Utloppet av Svinssjön. Medelhöjden är 85 meter över havet och ytan är 1,6 kvadratkilometer. Räknas de 4 avrinningsområdena uppströms in blir den ackumulerade arean 15,98 kvadratkilometer. Vattendraget som avvattnar avrinningsområdet har biflödesordning 2, vilket innebär att vattnet flödar genom totalt 2 vattendrag innan det når havet efter 160 kilometer. Avrinningsområdet består mestadels av skog (23 procent), öppen mark (10 procent) och jordbruk (22 procent). Avrinningsområdet har 0,64 kvadratkilometer vattenytor vilket ger det en sjöprocent på 40,3 procent.